# Lamosa
Lamosa é uma povoação portuguesa sede da Freguesia de Lamosa do Município de Sernancelhe, freguesia com 19,01 km² de área e 179 habitantes (censo de 2021), tendo, por isso, uma densidade populacional de 9,4 hab./km².

## História
A aldeia de Lamosa, situada entre as serras da Lapa e da Nave, terá sido fundada pelos monges de Santa Maria de Cárquere, pois as suas terras eram um couto desse mosteiro. Os seus campos eram bons para a agricultura e pecuária, as duas atividades que ainda hoje ocupam a população residente, pois são atravessados por várias ribeiras que, depois de juntas, vão desaguar ao rio Paiva, no lugar da ponte pedrinha.

Pertenceu ao extinto concelho de Caria até 1855, passando depois a pertencer ao concelho (atual município) de Sernancelhe.

## Equipamentos sociais
Lamosa possui duas igrejas; a Igreja velha, que hoje é usada apenas casualmente, e a Igreja nova, inaugurada em 1959. Teve também uma capela, situada no largo com o mesmo nome, mas que foi demolida. Demolido foi também o forno comunitário antigo, tendo sido construído um forno novo para servir a população que ainda coze o seu pão em casa. Antes do 25 de Abril foi construído o „Centro Social de Lamosa „ ( foi chamada a Casa do Povo) Terreno doado pela Senhora Benfeitora  Sra Dona Maria José Gomes Matos que era minha Madrinha que habitava em Lisboa, ainda me lembro o inicio da construção também construído pela população  um Centro de Dia que funciona como lar de apoio aos idosos da freguesia e freguesias vizinhas, com centro de dia, apoio domiciliário e residentes permanentes, alguns acamados. Está a decorrer a construção de mais um bloco de quartos e convivências para aumentar a sua capacidade e assim poder receber mais idosos necessitados.

## Património
Com valor patrimonial e histórico, Lamosa tem também alguns exemplares de necrópoles megalíticas, sepulturas escavadas nas rochas e um menir, já estudadas e inventariadas por especialistas na matéria, mas muito esquecidas e não assinaladas, situadas nos lugares da lameira, deconde e compradeira.

A antiga escola primária, desativada por falta de alunos, foi transformada no Centro de Interpretação da Rede Natura de Lamosa, projeto que conta ainda com um percurso pedestre que nos conduz desde a aldeia até ao rio Paiva, acompanhando o percurso da ribeira de Lamosa.
Com interesse, tem ainda duas fontes, a da Paula e a do Ribeiro, bem como uma fonte de mergulho, a da Preguiça.
Existe ainda um famoso moinho de vento, considerado uma das "sete maravilhas" do concelho de Sernancelhe, que nunca funcionou como tal, mas que se transformou num dos ex-libris da freguesia. Há também um castelo "medieval", construído nos finais do século XX, o castelo de Adriano, que se tornou numa das curiosidades mais apreciadas por todos os que passam por Lamosa.
Foi recentemente construído o Centro Desportivo e Social de Lamosa onde se realizam alguns convívios, bailes e outras atividades sociais e desportivas.
Próximo de Lamosa, fica o muito conhecido Santuário da Lapa, com a sua pedra gigantesca dentro dele, cujas romarias trazem milhares de peregrinos ao local, sobretudo nos meses de verão.

## Gastronomia
O pão e o queijo da Lapa são produtos típicos da gastronomia da região muito apreciados por todos, bem como o fumeiro, o presunto e as castanhas.

## Património natural
A vila mais próxima de Lamosa é Vila Nova de Paiva, antiga Barrelas, cuja feira quinzenal é ainda muito procurada por todos os habitantes da região. Perto de Lamosa, está também a praia fluvial de Segões, banhada pelo rio Paiva, o único rio de grandes proporções perto de Lamosa. Na serra da Lapa nasce o rio Vouga que desagua em Aveiro. A barragem mais próxima é a do rio Távora, cuja albufeira se estende desde a freguesia de Vilar, Moimenta da Beira, até à freguesia de Vila da Ponte, Sernancelhe, e na qual se praticam algumas atividades lúdicas e desportivas,nomeadamente a pesca, sobretudo no verão.

## Demografia
A população registada nos censos foi:
| Distribuição da População por Grupos Etários | Distribuição da População por Grupos Etários | Distribuição da População por Grupos Etários | Distribuição da População por Grupos Etários | Distribuição da População por Grupos Etários |
| -------------------------------------------- | -------------------------------------------- | -------------------------------------------- | -------------------------------------------- | -------------------------------------------- |
| Ano                                          | 0-14 Anos                                    | 15-24 Anos                                   | 25-64 Anos                                   | > 65 Anos                                    |
| 2001                                         | 16                                           | 30                                           | 87                                           | 62                                           |
| 2011                                         | 9                                            | 12                                           | 85                                           | 73                                           |
| 2021                                         | 14                                           | 3                                            | 82                                           | 80                                           |